# João Lourenço
João Manuel Gonçalves Lourenço GColIH (Lobito, 5 de março de 1954) é um militar, historiador e político angolano, presidente de Angola desde 2017 e presidente da União Africana desde 2025
Passou por várias posições dentro do partido e no Estado angolano, incluindo deputado da Assembleia  Nacional entre 1986 e 2017, presidente do Grupo Parlamentar do Movimento Popular de Libertação de Angola (MPLA) entre 1993 e 1998, 1.º Vice-Presidente da Assembleia Nacional entre 2003 e 2014 e Ministro da Defesa de Angola entre 2014 e 2017. No dia 3 de fevereiro de 2017, na 3ª. Reunião Ordinária do MPLA, foi oficialmente anunciado como cabeça de lista do MPLA nas eleições de agosto de 2017.
Vencedor das eleições de 2017, foi o cabeça de lista do MPLA na disputa pela reeleição, vencendo as eleições gerais de Angola de 2022.

## Biografia

### Primeiros anos
Nascido em 5 de março de 1954 no Lobito, João Lourenço é filho de Sequeira João Lourenço, enfermeiro natural de Malanje, e de Josefa Gonçalves Cipriano Lourenço, costureira natural do Namibe.
Fez seus estudos primários na província do Bié, onde seu pai se encontrava na situação de residência vigiada por 10 anos. Os estudos secundários fez no Cuíto, no "Liceu Nacional Dr. Silva Cunha". Antes da residência vigiada, seu pai Sequeira esteve preso por três anos, de 1958 a 1961, na prisão de São Paulo em Luanda, pelo exercício de actividade política clandestina, enquanto enfermeiro do Porto do Lobito.

### Vida acadêmica e militar
Deu continuidade aos estudos em Luanda no então Instituto Médio Industrial, acompanhando os pais que foram deslocados para aquela capital. Por influência do pai começa a politizar-se pela luta anticolonial.
Após a queda do Estado Novo em Portugal, na companhia de outros jovens, juntou-se à luta de libertação nacional no centro de recrutamento e operações do MPLA na Ponta Negra. Em agosto de 1974, foi posto em treinamento no Centro de Instrução Revolucionária (CIR) Calunga, em Dolisie, República do Congo. Integrou o primeiro grupo de combatentes que conquistou dos portugueses as terras cabindinas a partir da vila de Miconje, tomando, nesta campanha militar, as localidades de Belize, Buco-Zau, Dinge e Cabinda. A campanha foi fundamental para que a província de Cabinda permanecesse sob a guarda angolana, visto que, em 1975, nas vésperas da independência nacional, ocorreram intensos combates na batalha da fronteira Antó-Iema contra as forças conjuntas da Frente Nacional de Libertação de Angola (FNLA) e do Exército Zairense. Ao que conseguiram repelir a entrada na fronteira, passaram aos combates da batalha do Morro do Chizo, na zona sul da cidade de Cabinda, contra a unidade da FNLA, que estava nas margens do rio Lucola, vencendo os rivais.
Após o desempenho na campanha Miconje-Cabinda e nas batalhas de Antó-Iema e do Morro do Chizo, passou a combater os focos guerrilheiros da Frente para a Libertação do Enclave de Cabinda (FLEC) no Conflito de Cabinda, sendo promovido às funções de Comissário Político em diversos escalões — de pelotão, a batalhão e brigada — e comissário da 2ª Região Político-Militar Cabinda, em 1977/78.
Foi enviado para então União Soviética, onde permaneceu de 1978 a 1982, estudando na Academia Político-Militar V. I. Lénine. Na instituição, além da formação em artilharia pesada, trouxe o título de mestre em ciências históricas. Torna-se poliglota neste período, dominando, além da língua materna — português —, o inglês, o russo e o espanhol.
Ao retornar da União Soviética, foi designado, de 1982 a 1983, a participar nas operações militares no centro no Cuanza Sul, no Huambo e no Bié, galgando muito reconhecimento e posto de comando na Região Militar Centro, no Huambo.

### Carreira política

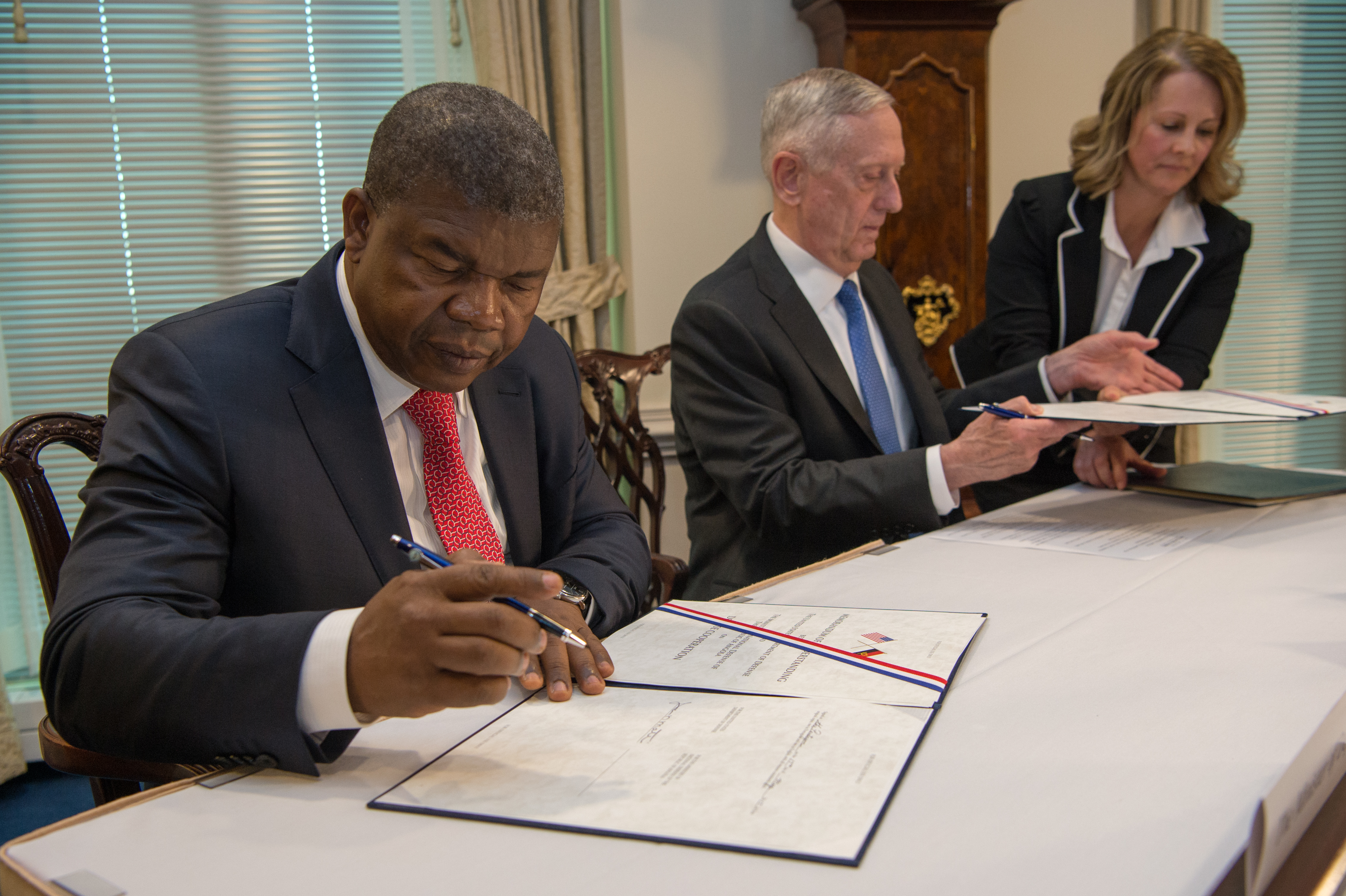
Lourenço e o secretário de Defesa dos Estados Unidos Jim Mattis numa reunião no Pentágono, 2017

De 1983 a 1986, desempenhou as funções de Comissário Provincial do Moxico e Presidente do Conselho Militar Regional da 3ª Região Político-Militar, que também inclui a província do Cuando-Cubango. Embora tenha desempenhado funções políticas anteriores, João Lourenço impulsionou de vez na política ao ser eleito para a Assembleia do Povo em 1986.
Foi transferido em 1986 para desempenhar as funções de 1º Secretário do Comitê Provincial Partido e de Comissário Provincial de Benguela, permanecendo nestas até a 1989.
De 1989 a 1990 foi designado Chefe da Direção Política Nacional das Forças Armadas Populares de Libertação de Angola (FAPLA), em substituição ao general Francisco Magalhães Paiva Nvunda, recém-nomeado Ministro do Interior. Para ocupar tal função, foi promovido a general.
A partir de 1991 torna-se Secretário do Bureau Político do MPLA para a Informação, de Secretário do Bureau Político do MPLA para a Esfera Económica, e, por um curto período, de Chefe da Bancada Parlamentar do partido. Manteve-se nessas funções até 1998.
De 1998 a 2003 desempenhou as funções de Secretário Geral do MPLA e de Presidente da Comissão Constitucional da Assembleia Nacional de Angola. De 2003 a abril de 2014 exerceu o mandato de 1º Vice Presidente do parlamento nacional.
De 2014 a 2017, já como general reformado, desempenhou a função de Ministro da Defesa de Angola. Logo após a nomeação para o cargo de ministro da Defesa Nacional, João Lourenço rejeitou uma proposta do seu filho mais velho, Iko Lourenço, que visava colocar uma empresa no sistema de fornecimento de logística das Forças Armadas Angolanas (FAA).

#### Presidência de Angola

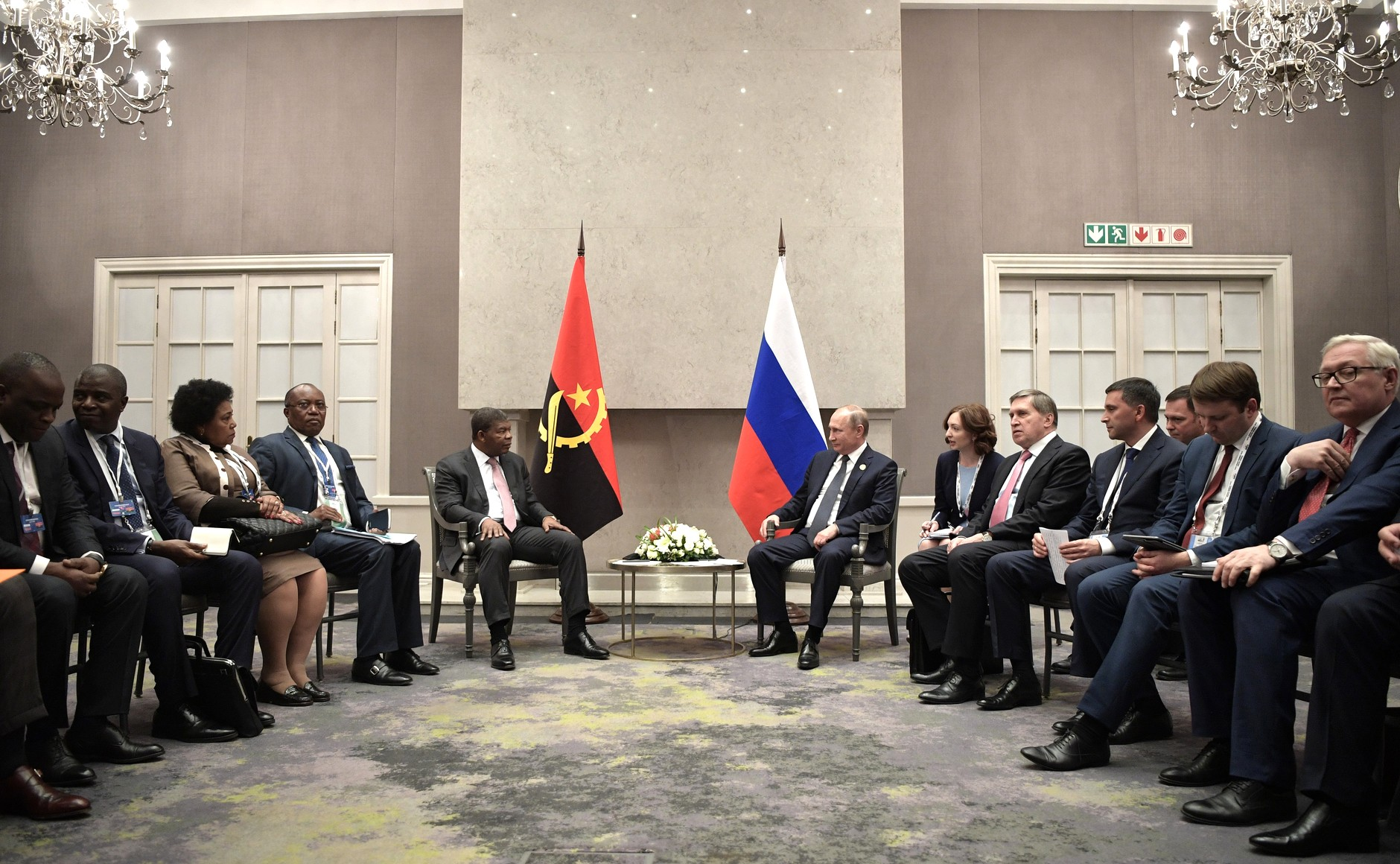
Lourenço com o presidente russo Vladimir Putin, 2018.

Desde 2014 vinha sendo especulado como possível candidato a suceder José Eduardo dos Santos no comando do país, sendo pré-indicado em agosto de 2016, quando foi eleito Vice-Presidente do MPLA. A confirmação definitiva deu-se em 3 de fevereiro de 2017, na 3ª. Reunião Ordinária do MPLA, em que foi oficialmente anunciado como cabeça de lista do MPLA para a eleição subsequente.
Em 23 de agosto de 2017 João Lourenço foi eleito Presidente de Angola, nas eleições gerais de Angola de 2017. Em 26 de setembro de 2017 foi empossado como Presidente de Angola, tornando-se o quarto presidente na história do país, o segundo eleito pelo voto em eleições multipartidárias (o primeiro foi o próprio José Eduardo dos Santos).
A 8 de setembro de 2018 foi eleito presidente do MPLA, tornando-se o sétimo nome a ocupar do cargo desde a fundação do partido em 1956, e o primeiro em 39 anos (desde 1979 o partido não elegia novo líder).
A 22 de novembro de 2018, foi agraciado com o Grande-Colar da Ordem do Infante D. Henrique, no âmbito da sua visita de Estado de três dias a Portugal.
Foi reeleito presidente do MPLA com 98,04% dos votos, conquistando 2.610 delegados num universo de 2.662 votantes. A reeleição ocorreu durante o VIII Congresso do MPLA, em 10 de dezembro de 2021. Não houve candidatura concorrente.
Foi o cabeça de lista do MPLA, onde disputou a reeleição e venceu as eleições gerais de Angola de 2022. Tomou posse para o segundo mandato em 15 de setembro de 2022.

##### Primeiro mandato de Lourenço
Desde o princípio, a governação de João Lourenço ficou marcada pela bandeira do combate à corrupção, com o fortalecimento da Procuradoria-Geral da República (PGR), assinatura de acordos de cooperação judicial internacional e a publicação da Lei de Prevenção e Combate ao Branqueamento de Capitais, do Financiamento ao Terrorismo e da Proliferação de Armas de Destruição em Massa. Muitos membros importantes do MPLA, de outros partidos e do governo, bem como empresários, foram condenados por práticas de branqueamento de capitais, peculato, abuso de poder económico, desvio de dinheiro público e tráfico de influências. Alguns dos casos mais notórios atingiram a família Dos Santos, António Samália Bule e ex-ministros angolanos.
Outra característica de seu governo foram as reformas macroeconómicas, como a liberalização da moeda, as privatizações, a reorganização do sistema bancário angolano e o arranque dos mercados de dívida corporativa e acionista na Bolsa de Dívida e Valores de Angola.
A despeito de tais conquistas em matéria de transparência e combate à corrupção, o Governo Lourenço esteve em um ciclo de recessão económica até 2021, ano em que o produto interno bruto do país subiu 0,7%. Outro aspecto foi a inflação que afetou fortemente a renda das famílias. Tal crise minou sua popularidade.
Numa direção de fortalecimento de direitos humanos e esclarecimento de crimes políticos cometidos pelo Estado angolano, em 10 de dezembro de 2019 Lourenço lançou o "Plano de Reconciliação em Memória às Vítimas dos Conflitos Armados em Angola" que levou a cabo, até 3 de julho de 2021, a Comissão Interministerial de Reconciliação em Memória das Vítimas dos Conflitos Políticos (CIVICOP). Os trabalhos ficaram sob coordenação do Ministério da Justiça e dos Direitos Humanos. Dentre outras questões, a comissão garantiu a emissão de certidões de óbito, a entrega dos restos mortais e o reenterro, dentre outros, de Jonas Malheiro Sidónio Savimbi, Jeremias Kalandula Chitunda, Elias Salupeto Pena e Adolosi Paulo Mango Alicerces.

##### Segundo mandato de Lourenço

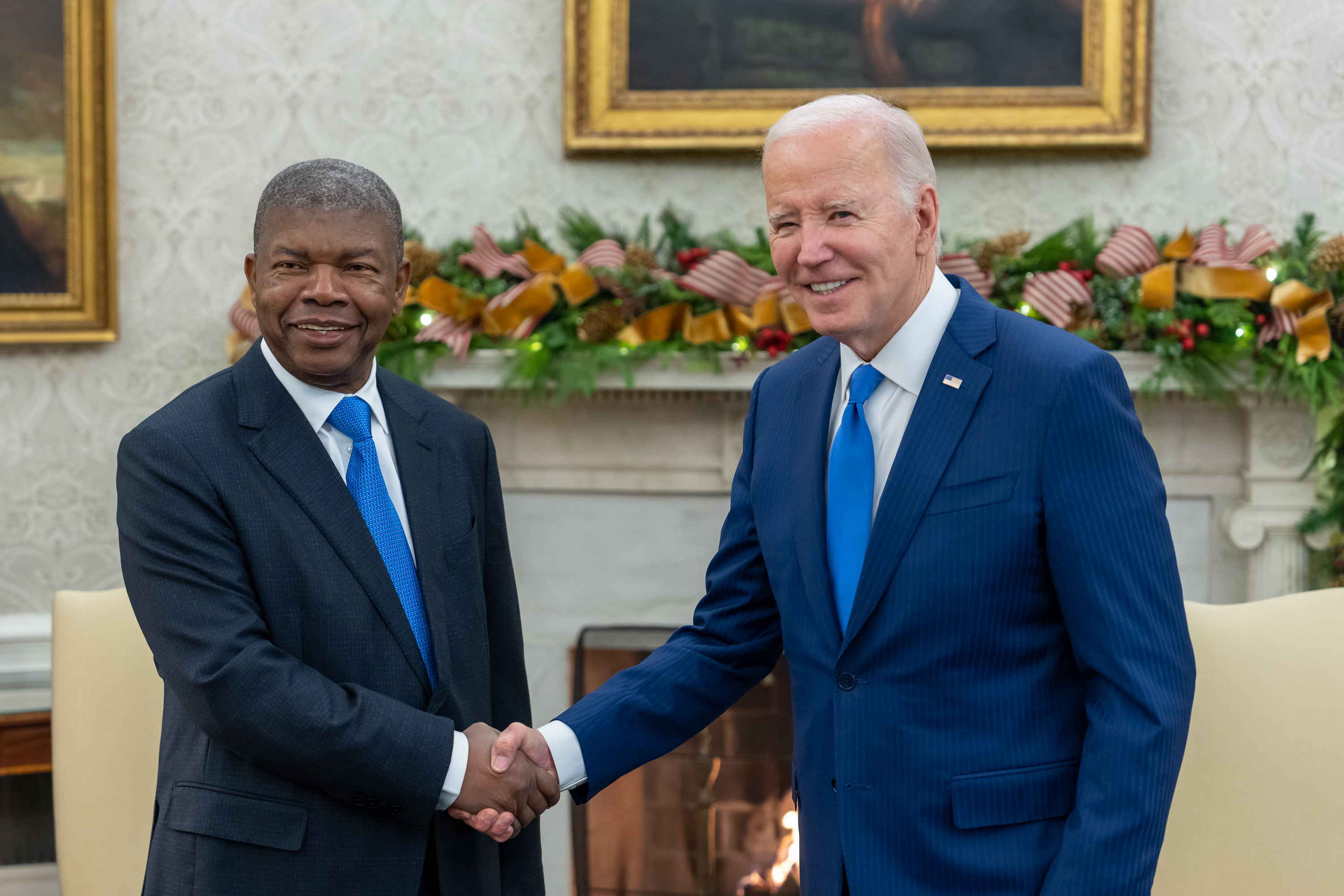
Presidente estadunidense Joe Biden, acompanhado de Lourenço, na Casa Branca, em 2023

Em junho de 2017, ainda durante o mandato de José Eduardo dos Santos, havia sido criada a Reserva Estratégia Alimentar, sob coordenação da estatal Entreposto Aduaneiro de Angola (EAA). A Reserva Estratégia Alimentar é um programa de regulação do mercado para influenciar os preços dos itens alimentares essenciais que integram a cesta básica angolana. O programa conseguiu cumprir sua primeira meta em 2022 e início de 2023, quando controlou a inflação dos alimentos, ancorada também na valorização do kwanza. Porém, um ano após a reeleição, o controle inflacionário voltou a ser afrouxado.
Em função de desacordos no estabelecimento de quotas de produção petrolífera, o Presidente Lourenço editou um decreto com força de lei, em 21 de dezembro de 2023, retirando Angola da Organização dos Países Exportadores de Petróleo (Opep), organização que tinha aderido em 2007. Uma das principais alegações do governo foi a decisão da Opep em sugerir o corte das quotas produtivas do país, que foi considerado um fator contra os interesses nacionais.
Em 17 de agosto de 2023, Lourenço tornou-se Presidente Pro-Tempore da Comunidade de Desenvolvimento da África Austral (CDAA) para o período 2023/2024. Nesta posição, Lourenço assumiu (com a solicitação também da União Africana), em fevereiro de 2024, o esforço de mediação da crise e pelo relançamento do processo de paz no leste do Congo-Quinxassa, denominado de Processo de Paz de Luanda.
A pressão sobre os rendimentos dos trabalhadores, a carestia geral causada pela inflação e as altas taxas de desemprego ascenderam os movimentos sindicais angolanos em 2024 contra as políticas neoliberais implantadas pelo governo João Lourenço. Três períodos de greves gerais, entre março e junho de 2024, foram convocadas pela União Nacional dos Trabalhadores Angolanos (UNTA), pela Força Sindical Angolana – Central Sindical (FSA-CS) e pela Central Geral de Sindicatos Independentes e Livres de Angola (CGSILA). As reivindicações se pautaram na correção salarial, após anos de política de arrocho salarial, além da redução do Imposto de Rendimento de Trabalho e a correção a título de reajuste do subsídio de isolamento dos funcionários que trabalham no interior do país. No segundo semestre, as manifestações aumentaram de tamanho, sendo endossadas pela oposição, incluíndo também a pauta habitacional e por maiores liberdades democráticas. Pela insistência em aplicar políticas neoliberais de austeridade contra a população em 2025, como o corte nos subsídios dos combustíveis, ocorreu a greve dos taxistas em Angola em 2025, levando a ocorrer grandes protestos nacionais, com manifestações e distúrbios civis em todo o país.

## Vida pessoal
É casado com a economista e política Ana Afonso Dias Lourenço desde 1986; com ela têm três filhas, a saber: Jessica Lorena Dias Lourenço, Cristina Giovanna Dias Lourenço e Ana Isabel Dias Lourenço. De um relacionamento anterior, com Paula Maria Fernandes Pires, nasceu o seu filho mais velho Henrique Manuel Pires "Iko" Lourenço. Além dos citados, têm outros dois filhos.
Na juventude praticou caratê xotocã (sendo faixa preta) e foi futebolista amador. Mantêm como passatempos a leitura, o xadrez e a equitação.